# Hozumi Hasegawa
Pour les articles homonymes, voir Hasegawa.
Hozumi Hasegawa (長谷川穂積, Hasegawa Hozumi) est un boxeur japonais né le 16 décembre 1980 à Nishiwaki.

## Carrière
Passé professionnel en 1999, il devient champion du monde des poids coqs WBC le 16 avril 2005 après sa victoire aux points face au thaïlandais Veeraphol Sahaprom. Hasegawa défend ensuite sa ceinture à 6 reprises entre 2005 et 2008, comptant notamment une seconde victoire contre Sahaprom le 25 mars 2006.
Le 12 mars 2009, il bat le boxeur sud-africain Vusi Malinga par arrêt de l'arbitre dès la première reprise, le 14 juillet Nestor Rocha, également au 1er round, et le 18 décembre Alvaro Perez au 4e round. Hozumi Hasegawa perd son titre le 30 avril 2010 face à Fernando Montiel par arrêt de l'arbitre au 4e round mais s'empare de la ceinture WBC des poids plumes le 26 novembre après sa victoire aux points contre Juan Carlos Burgos.
Le 8 avril 2011, il s'incline à Kōbe face au mexicain Jhonny González par arrêt de l'arbitre au 4e round. 5 ans plus tard, le 16 septembre 2016, il s'empare du titre WBC des super-coqs en battant Hugo Ruiz, titre qu'il laisse vacant en décembre 2016.